# Oldřich Říha
Oldřich Říha (ur. 18 maja 1948 w Pradze) – czeski muzyk rockowy, kompozytor i gitarzysta. Lider zespołu Katapult.